# ريبيسكيوس
ريبيسكيوس (بالفرنسية: Rebecques)‏ هي بلدية تقع في إقليم باد كاليه من منطقة نور با دو كاليه في شمال فرنسا. تبلغ مساحة هذه المدينة 4.84 (كم²)، وترتفع عن سطح البحر 90 م، يبلغ عدد سكانها 435 نسمة حسب إحصاء المعهد الوطني للإحصاء والدراسات الاقتصادية سنة 2009 م. وترأس Josiane Hochart البلدية خلال فترة (2008-2014).